# Masters de Indian Wells 2024
El BNP Paribas Open 2024 fue un torneo de tenis ATP Tour Masters 1000 en su rama masculina y WTA 1000 en la femenina. Se disputó en las canchas duras del complejo Indian Wells Tennis Garden, Indian Wells (Estados Unidos), entre el 6 y el 17 de marzo.

## Puntos y premios en efectivo

### Distribución de puntos
| Evento                  | G    | F   | SF  | CF  | R16 | R32 | R64 | R128 | C  | C2 | C1 |
| Individuales masculinos | 1000 | 650 | 400 | 200 | 100 | 50  | 30  | 10   | 20 | 10 | 0  |
| Dobles masculinos       | 1000 | 600 | 360 | 180 | 90  | 0   | —   | —    | —  | —  | —  |
| Individuales femeninos  | 1000 | 650 | 390 | 215 | 120 | 65  | 35  | 10   | 30 | 20 | 2  |
| Dobles femeninos        | 1000 | 650 | 390 | 215 | 120 | 10  | —   | —    | —  | —  | —  |

### Premios en efectivo
| Evento                  | G           | F         | SF        | CF        | R16       | R32      | R64      | R128     | C2       | C1     |
| Individuales masculinos | $ 1 100 000 | $ 585 000 | $ 325 000 | $ 185 000 | $ 101 000 | $ 59 100 | $ 42 000 | $ 30 050 | $ 14 400 | $ 7800 |
| Individuales femeninos  | $ 1 100 000 | $ 585 000 | $ 325 000 | $ 185 000 | $ 101 000 | $ 59 100 | $ 42 000 | $ 30 050 | $ 14 400 | $ 7800 |
| Dobles masculinos       | $ 447 300   | $ 236 800 | $ 127 170 | $ 63 600  | $ 34 100  | $ 18 640 | —        | —        | —        | —      |
| Dobles femeninos        | $ 447 300   | $ 236 800 | $ 127 170 | $ 63 600  | $ 34 100  | $ 18 640 | —        | —        | —        | —      |

## Cabezas de serie

### Individuales masculino
| N.º | Rank. | Tenista                 | Puntos | Puntos por defender | Puntos ganados | Nuevos puntos | Ronda hasta la que avanzó en el torneo             |
| 1   | 1     | Novak Djokovic          | 9675   | 0                   | 50             | 9725          | Tercera ronda, perdió ante Luca Nardi [LL]         |
| 2   | 2     | Carlos Alcaraz          | 8805   | 1000                | 1000           | 8805          | Campeón, venció a Daniil Medvédev [4]              |
| 3   | 3     | Jannik Sinner           | 8270   | 360                 | 400            | 8310          | Semifinales, perdió ante Carlos Alcaraz [2]        |
| 4   | 4     | Daniil Medvédev         | 7715   | 600                 | 650            | 7765          | Final, perdió ante Carlos Alcaraz [2]              |
| 5   | 5     | Andrey Rublev           | 5010   | 90                  | 50             | 4970          | Tercera ronda, perdió ante Jiří Lehečka [32]       |
| 6   | 6     | Alexander Zverev        | 4950   | 90                  | 200            | 5060          | Cuartos de final, perdió ante Carlos Alcaraz [2]   |
| 7   | 7     | Holger Rune             | 3720   | 45                  | 200            | 3875          | Cuartos de final, perdió ante Daniil Medvédev [4]  |
| 8   | 8     | Hubert Hurkacz          | 3405   | 45                  | 10             | 3370          | Segunda ronda, perdió ante Gaël Monfils            |
| 9   | 9     | Casper Ruud             | 3405   | 45                  | 200            | 3560          | Cuartos de final, perdió ante Tommy Paul [17]      |
| 10  | 10    | Álex de Miñaur          | 3210   | 10                  | 100            | 3300          | Cuarta ronda, perdió ante Alexander Zverev [6]     |
| 11  | 11    | Stefanos Tsitsipas      | 3170   | (15)                | 100            | 3255          | Cuarta ronda, perdió ante Jiří Lehečka [32]        |
| 12  | 12    | Taylor Fritz            | 3015   | 180                 | 100            | 2935          | Cuarta ronda, perdió ante Holger Rune [7]          |
| 13  | 13    | Grigor Dimitrov         | 2880   | (45)                | 100            | 2935          | Cuarta ronda, perdió ante Daniil Medvédev [4]      |
| 14  | 14    | Ugo Humbert             | 2415   | 45                  | 50             | 2420          | Tercera ronda, perdió ante Tommy Paul [17]         |
| 15  | 15    | Karen Khachanov         | 2300   | 45                  | 10             | 2265          | Segunda ronda, perdió ante Thiago Seyboth Wild [Q] |
| 16  | 16    | Ben Shelton             | 2145   | 25                  | 100            | 2220          | Cuarta ronda, perdió ante Jannik Sinner [3]        |
| 17  | 17    | Tommy Paul              | 2120   | 90                  | 400            | 2430          | Semifinales, perdió ante Daniil Medvédev [4]       |
| 18  | 18    | Frances Tiafoe          | 2115   | 360                 | 50             | 1805          | Tercera ronda, perdió ante Stefanos Tsitsipas [11] |
| 19  | 19    | Sebastián Báez          | 1985   | 45                  | 50             | 1990          | Tercera ronda, perdió ante Taylor Fritz [12]       |
| 20  | 20    | Aleksandr Búblik        | 1984   | (32)                | 50             | 2002          | Tercera ronda, perdió ante Álex de Miñaur [10]     |
| 21  | 21    | Adrian Mannarino        | 1950   | 45                  | 50             | 1955          | Tercera ronda, perdió ante Grigor Dimitrov [13]    |
| 22  | 22    | Francisco Cerúndolo     | 1840   | 45                  | 50             | 1845          | Tercera ronda, perdió ante Ben Shelton [16]        |
| 23  | 23    | Alejandro Davidovich    | 1595   | 180                 | 10             | 1425          | Segunda ronda, perdió ante Arthur Fils             |
| 24  | 24    | Nicolás Jarry           | 1575   | (10)                | 10             | 1575          | Segunda ronda, perdió ante Fábián Marozsán         |
| 25  | 25    | Jan-Lennard Struff      | 1531   | (97)                | 50             | 1484          | Tercera ronda, perdió ante Jannik Sinner [3]       |
| 26  | 26    | Lorenzo Musetti         | 1480   | 10                  | 50             | 1520          | Tercera ronda, perdió ante Holger Rune [7]         |
| 27  | 27    | Tallon Griekspoor       | 1445   | 45                  | 50             | 1450          | Tercera ronda, perdió ante Alexander Zverev [6]    |
| 28  | 28    | Cameron Norrie          | 1380   | 180                 | 50             | 1250          | Tercera ronda, perdió ante Gaël Monfils            |
| 29  | 29    | Sebastian Korda         | 1345   | 0                   | 50             | 1395          | Tercera ronda, perdió ante Daniil Medvédev [4]     |
| 30  | 30    | Tomás Martín Etcheverry | 1335   | 10                  | 0              | 1325          | Baja antes de la segunda ronda.                    |
| 31  | 31    | Félix Auger-Aliassime   | 1295   | 180                 | 50             | 1165          | Tercera ronda, perdió ante Carlos Alcaraz [2]      |
| 32  | 32    | Jiří Lehečka            | 1260   | 25                  | 200            | 1435          | Cuartos de final, perdió ante Jannik Sinner [3]    |

- Ranking del 4 de marzo de 2024.[3]

#### Bajas masculinas
| Rank. | Tenista                 | Puntos antes | Puntos por defender | Puntos ganados | Puntos después | Motivo               |
| ----- | ----------------------- | ------------ | ------------------- | -------------- | -------------- | -------------------- |
| 30    | Tomás Martín Etcheverry | 1335         | 10                  | 0              | 1325           | Lesión en la pierna. |

### Dobles masculino
| Tenistas                           | Ranking | Preclasificado |
| Rohan Bopanna Matthew Ebden        | 3       | 1              |
| Ivan Dodig Austin Krajicek         | 7       | 2              |
| Rajeev Ram Joe Salisbury           | 11      | 3              |
| Santiago González Neal Skupski     | 17      | 4              |
| Marcel Granollers Horacio Zeballos | 21      | 5              |
| Máximo González Andrés Molteni     | 26      | 6              |
| Kevin Krawietz Tim Puetz           | 33      | 7              |
| Jamie Murray Michael Venus         | 33      | 8              |

### Individuales femenino
| N.º | Rank. | Tenista                  | Puntos | Puntos por defender | Puntos ganados | Nuevos puntos | Ronda hasta la que avanzó en el torneo                   |
| 1   | 1     | Iga Świątek              | 10 135 | 390                 | 1000           | 10 745        | Campeona, venció a María Sákkari [9]                     |
| 2   | 2     | Aryna Sabalenka          | 8725   | 650                 | 120            | 8195          | Cuarta ronda, perdió ante Emma Navarro [23]              |
| 3   | 3     | Cori Gauff               | 6975   | 215                 | 390            | 7150          | Semifinales, perdió ante María Sákkari [9]               |
| 4   | 4     | Elena Rybakina           | 6848   | 1000                | 0              | 5848          | Baja antes de la segunda ronda.                          |
| 5   | 5     | Jessica Pegula           | 5145   | 120                 | 10             | 5035          | Segunda ronda, perdió ante Anna Blinkova                 |
| 6   | 6     | Ons Jabeur               | 4173   | 65                  | 10             | 4118          | Segunda ronda, perdió ante Katie Volynets [WC]           |
| 7   | 7     | Markéta Vondroušová      | 4070   | 120                 | 65             | 4015          | Tercera ronda, se retiró ante Marta Kostyuk [31]         |
| 8   | 8     | Qinwen Zheng             | 4040   | 0                   | 10             | 4050          | Segunda ronda, perdió ante Yue Yuan                      |
| 9   | 9     | María Sákkari            | 3565   | 390                 | 650            | 3825          | Final, perdió ante Iga Świątek [1]                       |
| 10  | 10    | Jeļena Ostapenko         | 3548   | 65                  | 10             | 3493          | Segunda ronda, perdió ante Angelique Kerber [PR]         |
| 11  | 12    | Daria Kasatkina          | 3063   | 65                  | 120            | 3118          | Cuarta ronda, perdió ante Yue Yuan                       |
| 12  | 13    | Beatriz Haddad Maia      | 2870   | 65                  | 65             | 2870          | Tercera ronda, perdió ante Anastasia Pavlyuchenkova [22] |
| 13  | 14    | Jasmine Paolini          | 2700   | 10                  | 120            | 2810          | Cuarta ronda, perdió ante Anastasia Potapova [28]        |
| 14  | 15    | Liudmila Samsonova       | 2605   | 10                  | 10             | 2605          | Segunda ronda, perdió ante Naomi Osaka [PR]              |
| 15  | 16    | Ekaterina Alexandrova    | 2475   | 10                  | 10             | 2475          | Segunda ronda, perdió ante Yulia Putintseva              |
| 16  | 17    | Elina Svitolina          | 2332   | 0                   | 65             | 2397          | Tercera ronda, perdió ante Emma Navarro [23]             |
| 17  | 19    | Veronika Kudermetova     | 2305   | 65                  | 65             | 2305          | Tercera ronda, perdió ante Angelique Kerber [PR]         |
| 18  | 20    | Madison Keys             | 2287   | 10                  | 65             | 2342          | Tercera ronda, perdió ante Yulia Putintseva              |
| 19  | 22    | Sorana Cîrstea           | 2223   | 215                 | 10             | 2018          | Segunda ronda, perdió ante Sloane Stephens               |
| 20  | 25    | Caroline Garcia          | 1920   | 120                 | 65             | 1865          | Tercera ronda, perdió ante María Sákkari [9]             |
| 21  | 25    | Anna Kalinskaya          | 1943   | 35                  | 65             | 1973          | Tercera ronda, perdió ante Jasmine Paolini [13]          |
| 22  | 24    | Anastasia Pavlyuchenkova | 1981   | (1)                 | 120            | 2100          | Cuarta ronda, perdió ante Marta Kostyuk [31]             |
| 23  | 23    | Emma Navarro             | 1998   | 35                  | 215            | 2178          | Cuartos de final, perdió ante María Sákkari [9]          |
| 24  | 28    | Elise Mertens            | 1646   | 10                  | 120            | 1756          | Cuarta ronda, perdió ante Cori Gauff [3]                 |
| 25  | 36    | Donna Vekić              | 1518   | 10                  | 10             | 1518          | Segunda ronda, perdió ante Caroline Wozniacki [WC]       |
| 26  | 29    | Linda Nosková            | 1613   | 65                  | 65             | 1613          | Tercera ronda, perdió ante Iga Świątek [1]               |
| 27  | 30    | Victoria Azarenka        | 1591   | 10                  | 10             | 1591          | Segunda ronda, perdió ante Caroline Dolehide             |
| 28  | 33    | Anastasia Potapova       | 1557   | 65                  | 215            | 1707          | Cuartos de final, perdió ante Marta Kostyuk [31]         |
| 29  | 34    | Leylah Fernandez         | 1545   | 65                  | 10             | 1490          | Segunda ronda, perdió ante Diane Parry                   |
| 30  | 31    | Dayana Yastremska        | 1577   | 35                  | 10             | 1552          | Segunda ronda, se retiró ante Emma Raducanu [WC]         |
| 31  | 32    | Marta Kostyuk            | 1566   | 10                  | 390            | 1946          | Semifinales, perdió ante Iga Świątek [1]                 |
| 32  | 35    | Anhelina Kalinina        | 1538   | 65                  | 10             | 1483          | Segunda ronda, perdió ante Lucia Bronzetti               |

- Ranking del 4 de marzo de 2024.[5]

#### Bajas femeninas
| Rank. | Tenista            | Puntos antes | Puntos por defender | Puntos ganados | Puntos después | Motivo               |
| ----- | ------------------ | ------------ | ------------------- | -------------- | -------------- | -------------------- |
| 11    | Karolína Muchová   | 3275         | 215                 | 0              | 3060           | Lesión en la muñeca. |
| 18    | Petra Kvitová      | 2305         | 215                 | 0              | 2090           | Embarazada.          |
| 21    | Barbora Krejčíková | 2233         | 120                 | 0              | 2113           | Problemas físicos.   |

### Dobles femenino
| Tenista                             | Ranking | Preclasificada |
| Su-wei Hsieh Elise Mertens          | 3       | 1              |
| Gabriela Dabrowski Erin Routliffe   | 11      | 2              |
| Storm Hunter Kateřina Siniaková     | 18      | 3              |
| Nicole Melichar Ellen Perez         | 18      | 4              |
| Coco Gauff Jessica Pegula           | 25      | 5              |
| Demi Schuurs Luisa Stefani          | 25      | 6              |
| Beatriz Haddad Maia Taylor Townsend | 26      | 7              |
| Desirae Krawczyk Ena Shibahara      | 37      | 8              |

## Campeones

### Individual masculino
Carlos Alcaraz venció a  Daniil Medvédev por 7-6(7-5), 6-1

### Individual femenino
Iga Świątek venció a  Maria Sakkari por 6-4, 6-0

### Dobles masculino
Wesley Koolhof /  Nikola Mektić vencieron a  Marcel Granollers /  Horacio Zeballos por 7-6(7-2), 7-6(7-4)

### Dobles femenino
Su-wei Hsieh /  Elise Mertens vencieron a  Storm Hunter /  Kateřina Siniaková por 6-3, 6-4